# Motores Ferrari na Fórmula 1

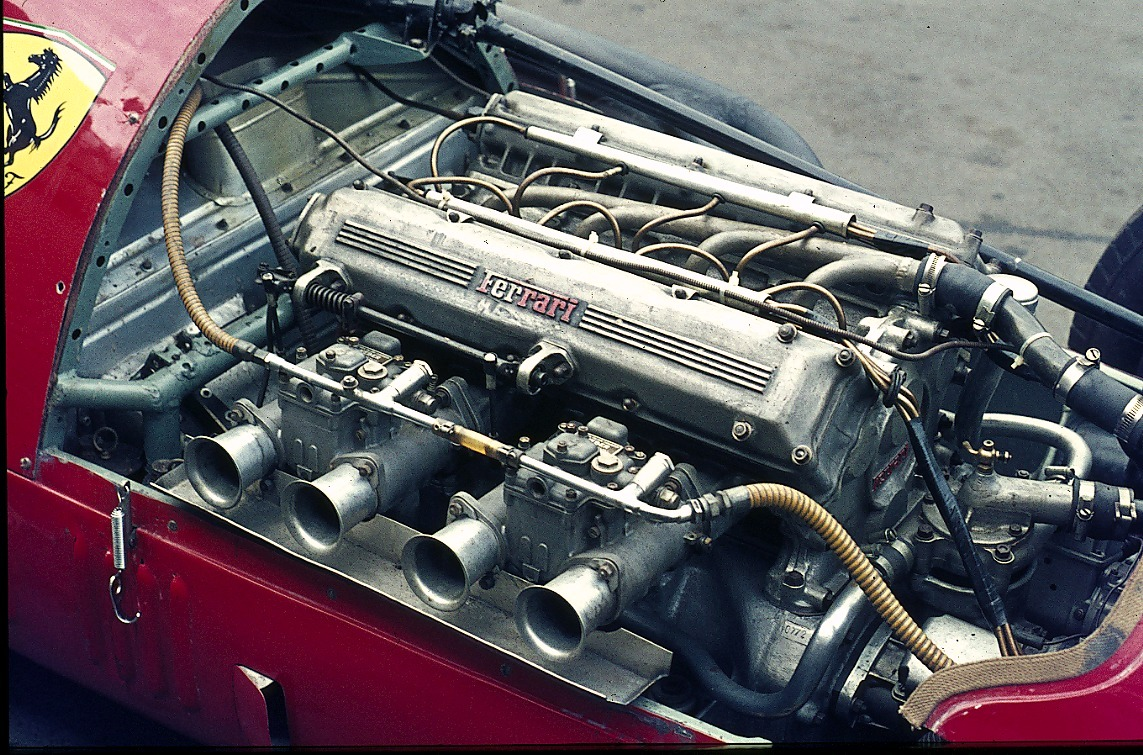
O motor Ferrari 554 2.5 L4 da temporada.

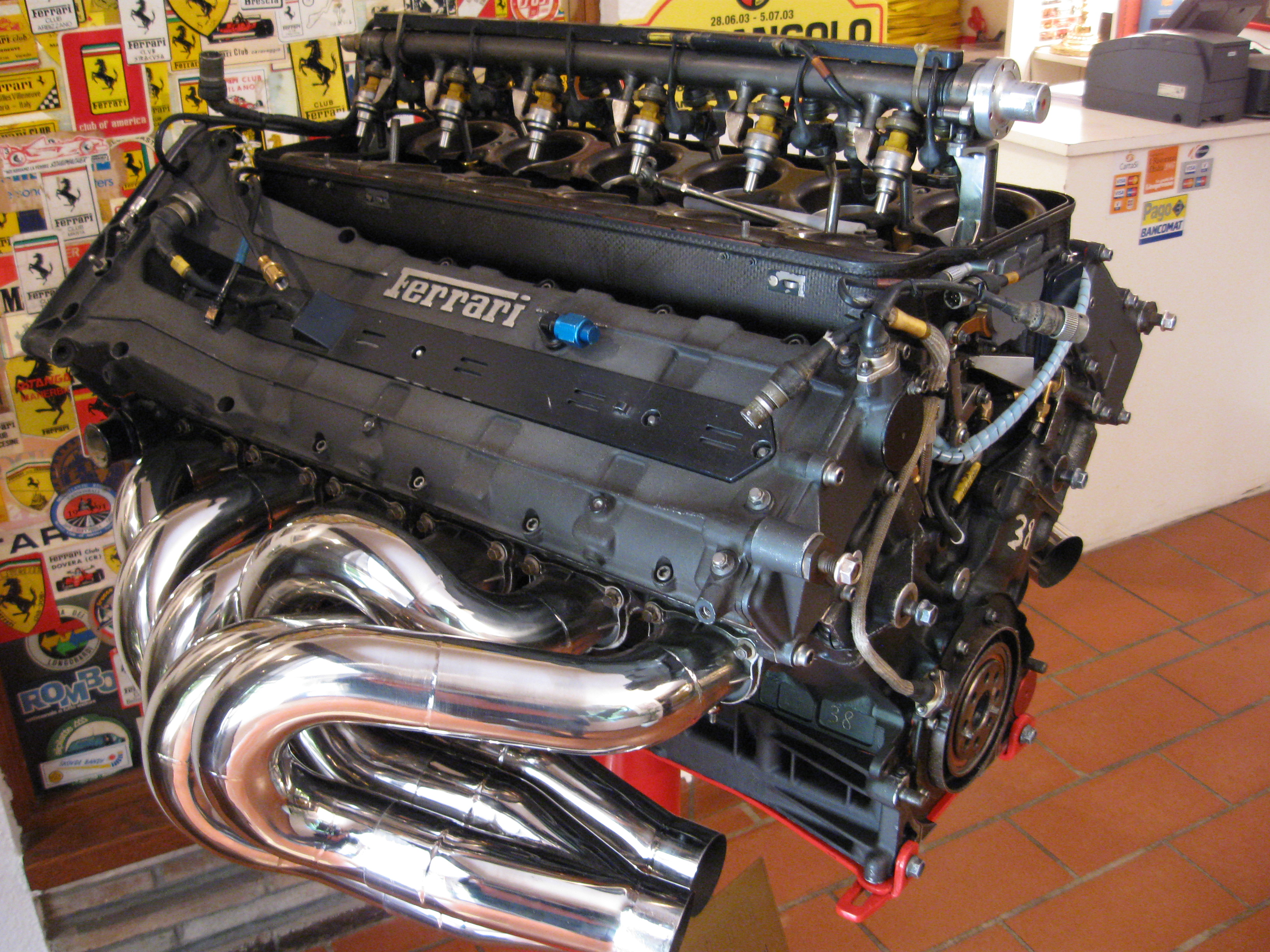
O motor Ferrari 044/1 3.0 V12 na Ferrari 412T da temporada.

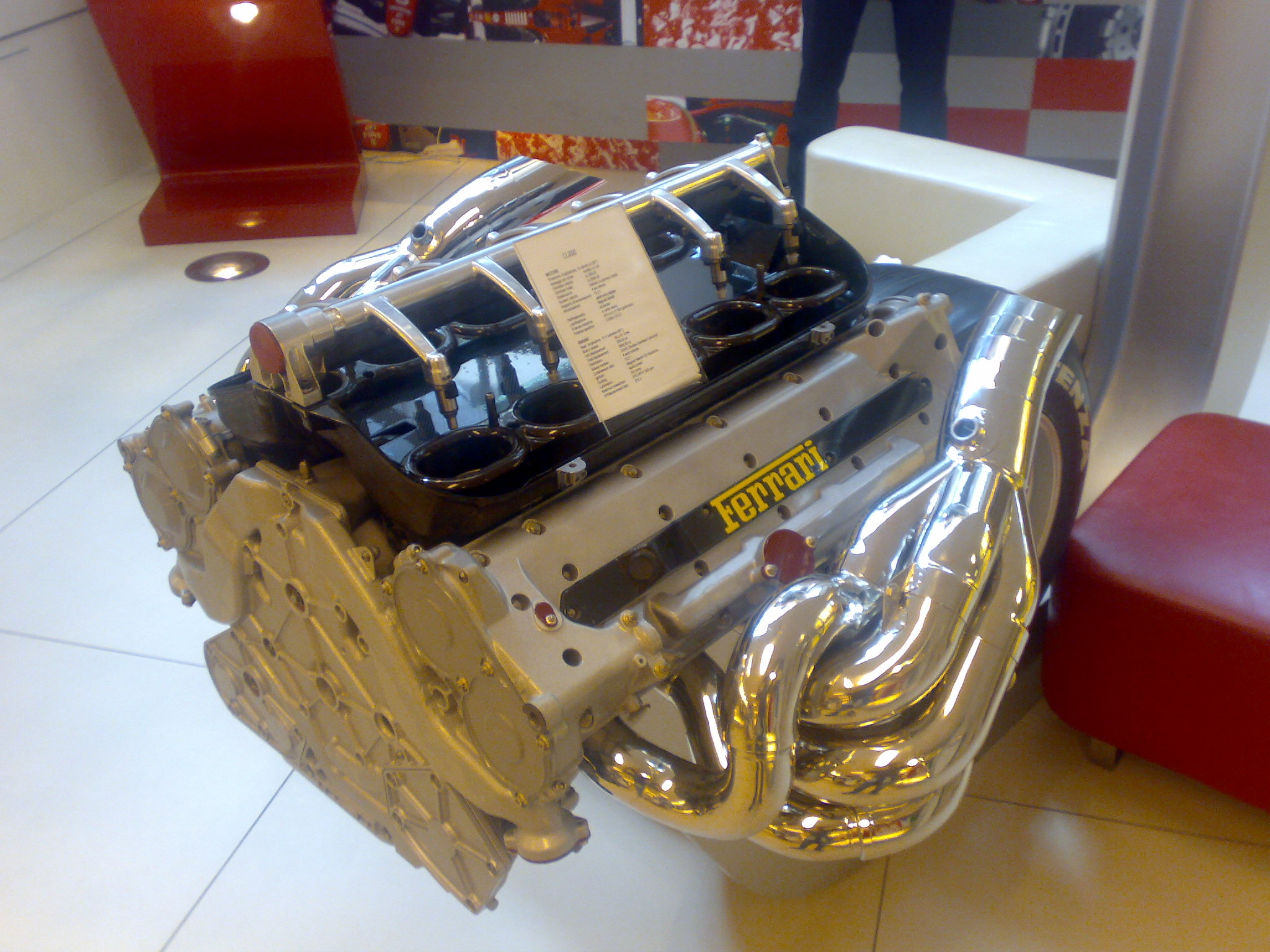
O motor Ferrari 049 3.0 V10 na Ferrari F2000 da temporada.

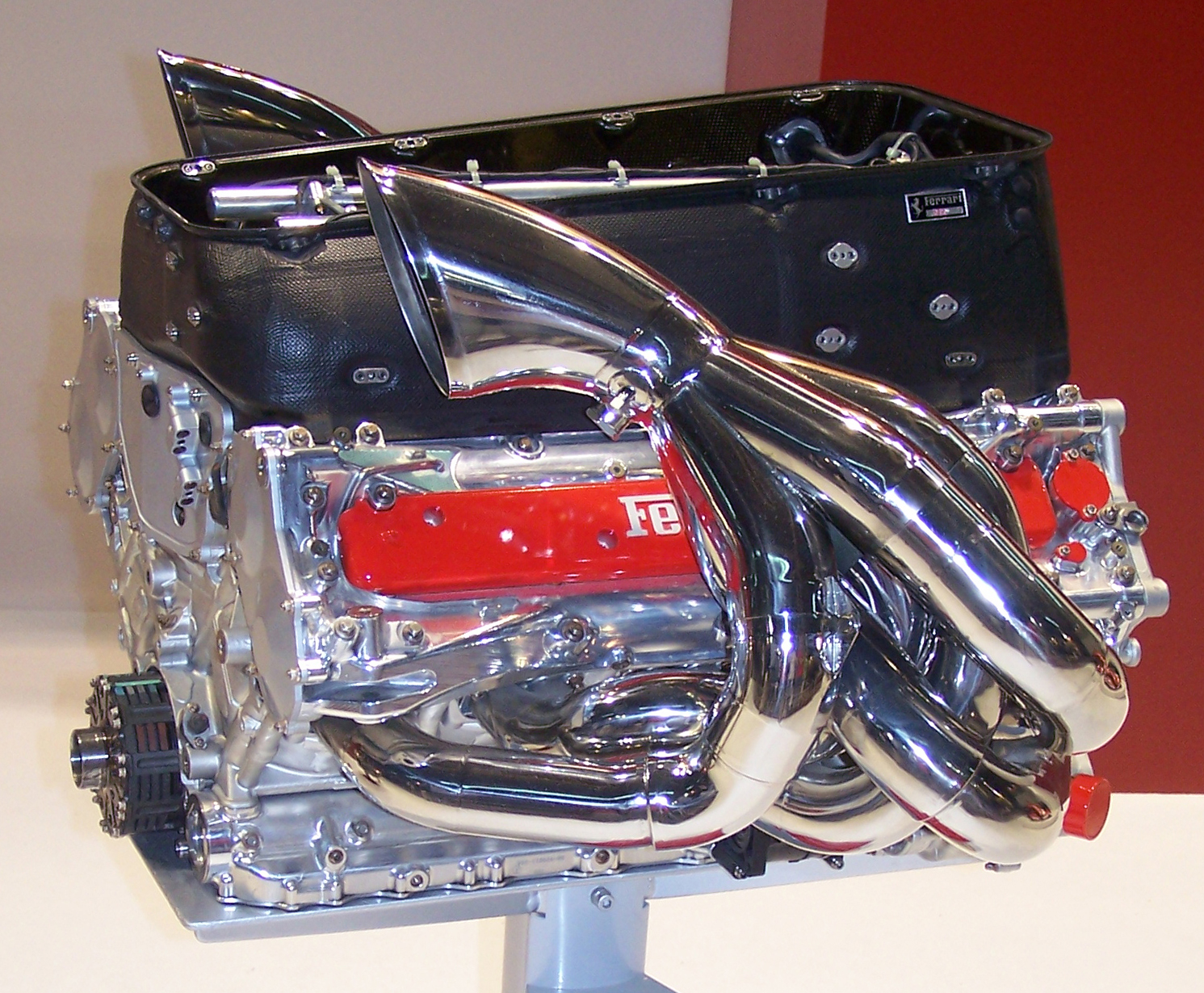
O motor Ferrari 053 3.0 V10 na Ferrari F2004 da temporada.

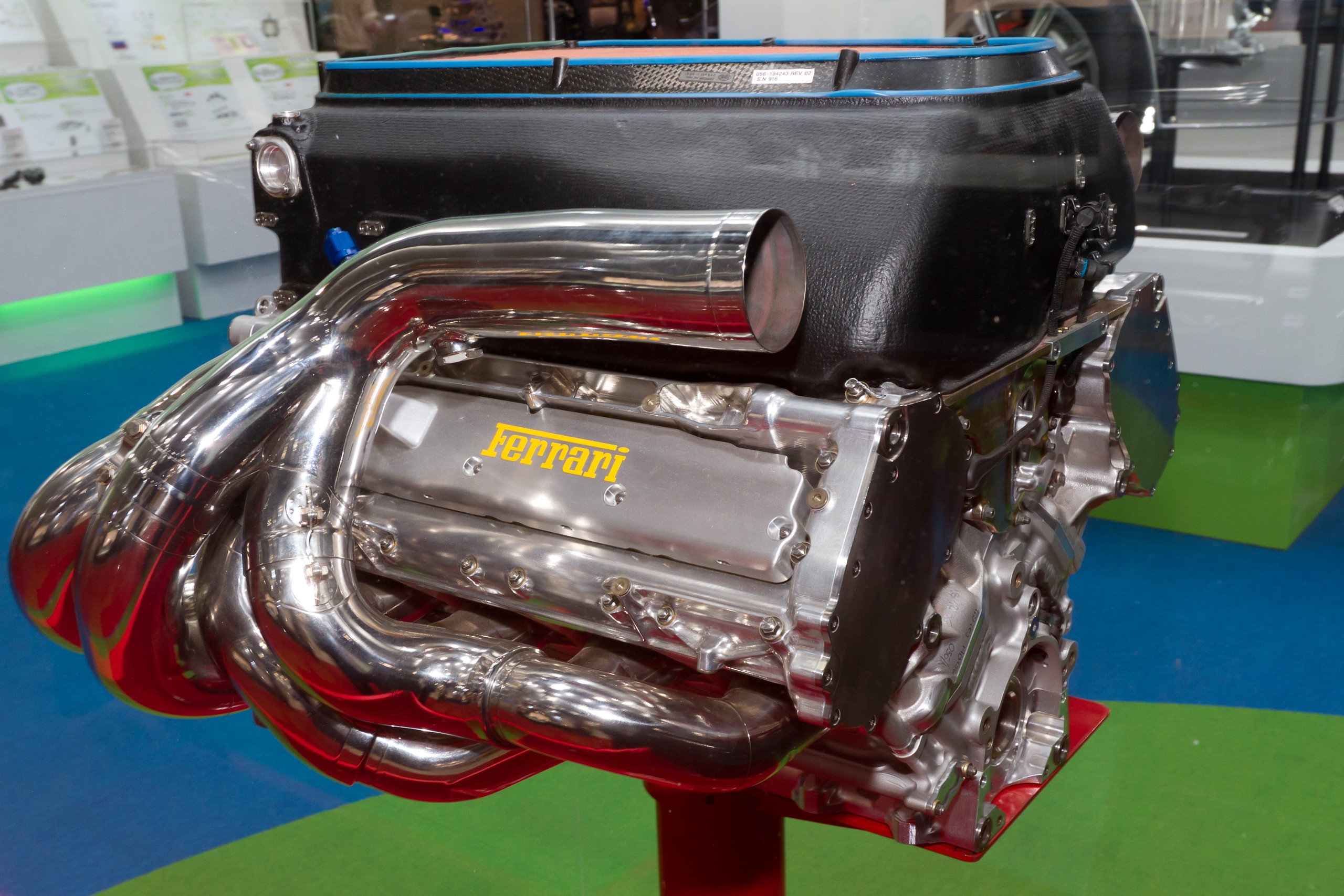
O motor Ferrari 056 2.4 V8 na Ferrari F2007 da temporada.

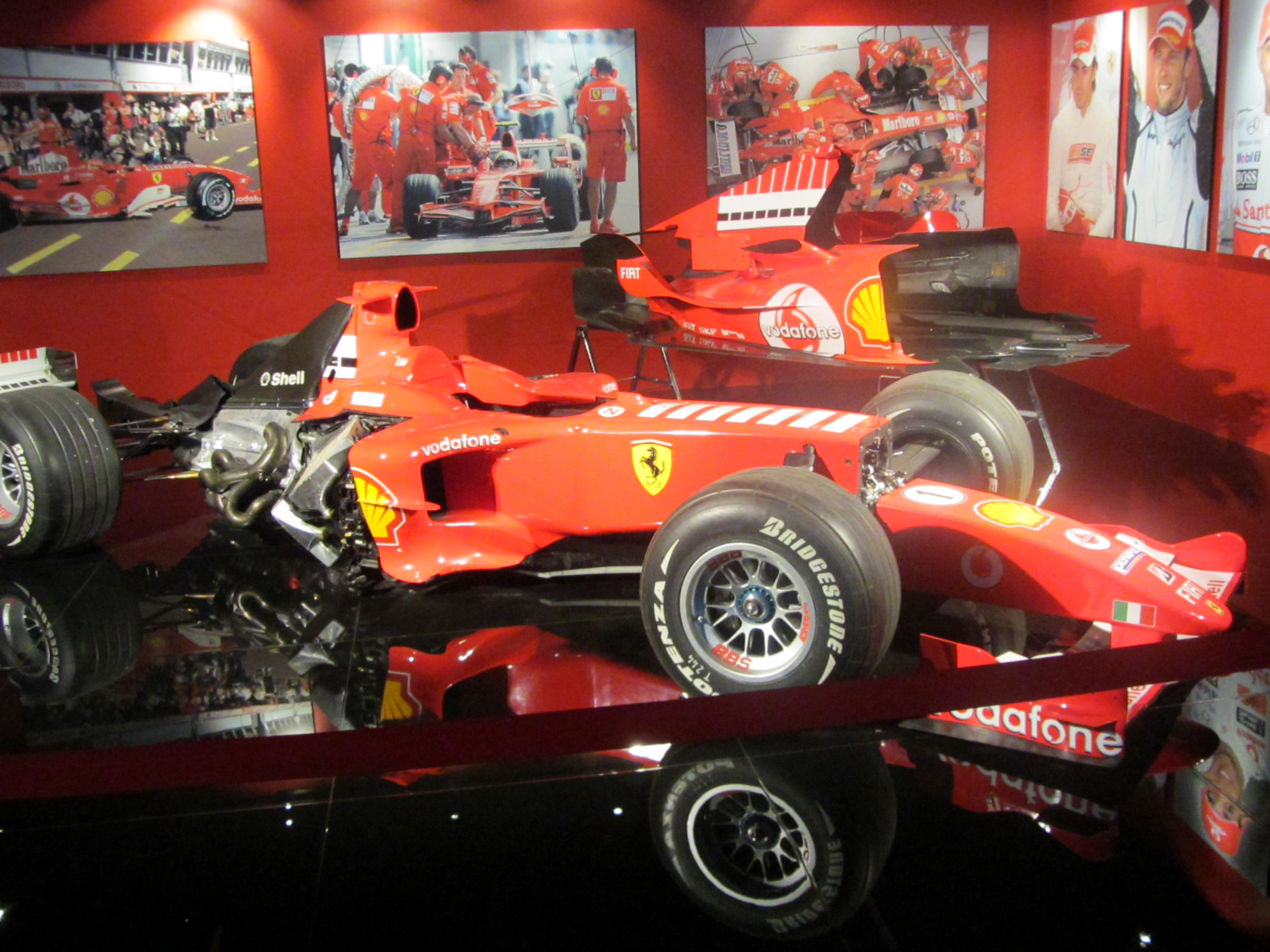
A Ferrari F2005 em exposição no Museo Nazionale dell'Automobile di Torino

## História
Os motores Ferrari conquistaram 15 títulos do Campeonato de Pilotos e 16 de Construtores de Fórmula 1.

## Fornecimento de Motores
| Ano  | Equipe          | Motor                                                                                        |
| ---- | --------------- | -------------------------------------------------------------------------------------------- |
| 1950 | Ferrari         | Ferrari 125 1.5 V12 Supercharger Ferrari 125 1.5 V12 Ferrari 275 3.3 V12 Ferrari 375 4.5 V12 |
| 1951 | Ferrari         | Ferrari 375 4.5 V12 Ferrari 212 2.5 V12 Ferrari 125 1.5 V12 Supercharger                     |
| 1952 | Ferrari         | Ferrari 125 1.5 V12 Ferrari 500 2.0 L4 Ferrari 375 1.5 V12                                   |
| 1953 | Ferrari         | Ferrari 500 2.0 L4 Ferrari 125 1.5 V12 Ferrari 553 2.0 L4                                    |
| 1954 | Ferrari         | Ferrari 625 2.5 L4 Ferrari 500 2.0 L4 Ferrari 554 2.5 L4                                     |
| 1955 | Ferrari         | Ferrari 555 2.5 L4                                                                           |
| 1956 | Ferrari         | Ferrari DS50 2.5 V8 Ferrari 555 2.5 L4 Ferrari 500 2.0 L4                                    |
| 1957 | Ferrari         | Ferrari 625 2.5 L4 Ferrari DS50 2.5 V8                                                       |
| 1958 | Ferrari         | Ferrari 143 2.4 V6 Ferrari D156 1.5 V6                                                       |
| 1959 | Ferrari         | Ferrari D156 1.5 V6 Ferrari 155 2.4 V6                                                       |
| 1960 | Ferrari         | Ferrari 155 2.4 V6 Ferrari 171 2.4 V6 Ferrari 107 2.5 L4                                     |
| 1961 | Ferrari         | Ferrari 178 1.5 V6                                                                           |
| 1962 | Ferrari         | Ferrari 178 1.5 V6                                                                           |
| 1963 | Ferrari         | Ferrari 178 1.5 V6                                                                           |
| 1963 | De Tomaso       | Ferrari 178 1.5 V6                                                                           |
| 1964 | Ferrari         | Ferrari 205B 1.5 V8 Ferrari 178 1.5 V6 Ferrari 205B 1.5 V8 Ferrari 207 1.5 F12               |
| 1965 | Ferrari         | Ferrari 207 1.5 F12 Ferrari 205B 1.5 V8                                                      |
| 1966 | Ferrari         | Ferrari 218 3.0 V12 Ferrari 228 2.4 V6                                                       |
| 1967 | Ferrari         | Ferrari 242 3.0 V12 Ferrari 218 3.0 V12                                                      |
| 1968 | Ferrari         | Ferrari 242 3.0 V12 Ferrari 242C 3.0 V12                                                     |
| 1969 | Ferrari         | Ferrari 255C 3.0 V12                                                                         |
| 1970 | Ferrari         | Ferrari 001 3.0 F12                                                                          |
| 1971 | Ferrari         | Ferrari 001 3.0 F12 Ferrari 001/1 3.0 F12                                                    |
| 1972 | Ferrari         | Ferrari 001/1 3.0 F12                                                                        |
| 1973 | Ferrari         | Ferrari 001/1 3.0 F12 Ferrari 001/11 3.0 F12                                                 |
| 1974 | Ferrari         | Ferrari 001/11 3.0 F12                                                                       |
| 1975 | Ferrari         | Ferrari 001/11 3.0 F12 Ferrari 015 3.0 F12                                                   |
| 1976 | Ferrari         | Ferrari 015 3.0 F12                                                                          |
| 1977 | Ferrari         | Ferrari 015 3.0 F12                                                                          |
| 1978 | Ferrari         | Ferrari 015 3.0 F12                                                                          |
| 1979 | Ferrari         | Ferrari 015 3.0 F12                                                                          |
| 1980 | Ferrari         | Ferrari 015 3.0 F12                                                                          |
| 1981 | Ferrari         | Ferrari 021 1.5 V6 Turbo                                                                     |
| 1982 | Ferrari         | Ferrari 021 1.5 V6 Turbo                                                                     |
| 1983 | Ferrari         | Ferrari 021 1.5 V6 Turbo                                                                     |
| 1984 | Ferrari         | Ferrari 031 1.5 V6 Turbo                                                                     |
| 1985 | Ferrari         | Ferrari 031 1.5 V6 Turbo                                                                     |
| 1986 | Ferrari         | Ferrari 032 1.5 V6 Turbo                                                                     |
| 1987 | Ferrari         | Ferrari 033D 1.5 V6 Turbo                                                                    |
| 1988 | Ferrari         | Ferrari 033E 1.5 V6 Turbo                                                                    |
| 1989 | Ferrari         | Ferrari 035/5 3.5 V12                                                                        |
| 1990 | Ferrari         | Ferrari 036 3.5 V12 Ferrari 037 3.5 V12                                                      |
| 1991 | Ferrari         | Ferrari 037 3.5 V12                                                                          |
| 1991 | Minardi         | Ferrari 037 3.5 V12                                                                          |
| 1992 | Ferrari         | Ferrari 040 3.5 V12                                                                          |
| 1992 | Scuderia Italia | Ferrari 037 3.5 V12                                                                          |
| 1993 | Ferrari         | Ferrari 041 3.5 V12                                                                          |
| 1993 | Scuderia Italia | Ferrari 040 3.5 V12                                                                          |
| 1994 | Ferrari         | Ferrari 043 3.5 V12                                                                          |
| 1995 | Ferrari         | Ferrari 044/1 3.0 V12                                                                        |
| 1996 | Ferrari         | Ferrari 046 3.0 V10                                                                          |
| 1997 | Ferrari         | Ferrari 046/2 3.0 V10                                                                        |
| 1997 | Sauber          | Petronas SPE-01 3.0 V101                                                                     |
| 1998 | Ferrari         | Ferrari 047 3.0 V10                                                                          |
| 1998 | Sauber          | Petronas SPE-01D 3.0 V101                                                                    |
| 1999 | Ferrari         | Ferrari 048 3.0 V10                                                                          |
| 1999 | Sauber          | Petronas SPE-03A 3.0 V101                                                                    |
| 2000 | Ferrari         | Ferrari 049 3.0 V10                                                                          |
| 2000 | Sauber          | Petronas SPE 04A 3.0 V101                                                                    |
| 2001 | Ferrari         | Ferrari 050 3.0 V10                                                                          |
| 2001 | Prost           | Acer 01A 3.0 V102                                                                            |
| 2001 | Sauber          | Petronas 01A 3.0 V101                                                                        |
| 2002 | Ferrari         | Ferrari 050 3.0 V10 Ferrari 051 3.0 V10                                                      |
| 2002 | Sauber          | Petronas 02A 3.0 V101                                                                        |
| 2003 | Ferrari         | Ferrari 051 3.0 V10 Ferrari 052 3.0 V10                                                      |
| 2003 | Sauber          | Petronas 03A 3.0 V101                                                                        |
| 2004 | Ferrari         | Ferrari 053 3.0 V10                                                                          |
| 2004 | Sauber          | Petronas 04A 3.0 V101                                                                        |
| 2005 | Ferrari         | Ferrari 053 3.0 V10 Ferrari 055 3.0 V10                                                      |
| 2005 | Sauber          | Petronas 05A 3.0 V101                                                                        |
| 2006 | Ferrari         | Ferrari 056 2.4 V8                                                                           |
| 2006 | Red Bull Racing | Ferrari 056 2.4 V8                                                                           |
| 2007 | Ferrari         | Ferrari 056 2.4 V8                                                                           |
| 2007 | Spyker          | Ferrari 056 2.4 V8                                                                           |
| 2007 | Toro Rosso      | Ferrari 056 2.4 V8                                                                           |
| 2008 | Ferrari         | Ferrari 056 2.4 V83                                                                          |
| 2008 | Force India     | Ferrari 056 2.4 V83                                                                          |
| 2008 | Toro Rosso      | Ferrari 056 2.4 V83                                                                          |
| 2009 | Ferrari         | Ferrari 056 2.4 V84                                                                          |
| 2009 | Toro Rosso      | Ferrari 056 2.4 V84                                                                          |
| 2010 | Ferrari         | Ferrari 056 2.4 V84                                                                          |
| 2010 | BMW Sauber      | Ferrari 056 2.4 V84                                                                          |
| 2010 | Toro Rosso      | Ferrari 056 2.4 V84                                                                          |
| 2011 | Ferrari         | Ferrari 056 2.4 V84                                                                          |
| 2011 | Sauber          | Ferrari 056 2.4 V84                                                                          |
| 2011 | Toro Rosso      | Ferrari 056 2.4 V84                                                                          |
| 2012 | Ferrari         | Ferrari 056 2.4 V84                                                                          |
| 2012 | Sauber          | Ferrari 056 2.4 V84                                                                          |
| 2012 | Toro Rosso      | Ferrari 056 2.4 V84                                                                          |
| 2013 | Ferrari         | Ferrari 056 2.4 V84                                                                          |
| 2013 | Sauber          | Ferrari 056 2.4 V84                                                                          |
| 2013 | Toro Rosso      | Ferrari 056 2.4 V84                                                                          |
| 2014 | Ferrari         | Ferrari 059/3 1.6 V6 Turbo híbrido                                                           |
| 2014 | Marussia        | Ferrari 059/3 1.6 V6 Turbo híbrido                                                           |
| 2014 | Sauber          | Ferrari 059/3 1.6 V6 Turbo híbrido                                                           |
| 2015 | Ferrari         | Ferrari 059/4 1.6 V6 Turbo híbrido                                                           |
| 2015 | Manor Marussia  | Ferrari 059/3 1.6 V6 Turbo híbrido                                                           |
| 2015 | Sauber          | Ferrari 059/4 1.6 V6 Turbo híbrido                                                           |
| 2016 | Ferrari         | Ferrari 061 1.6 V6 Turbo híbrido                                                             |
| 2016 | Haas            | Ferrari 061 1.6 V6 Turbo híbrido                                                             |
| 2016 | Sauber          | Ferrari 061 1.6 V6 Turbo híbrido                                                             |
| 2016 | Toro Rosso      | Ferrari 060 1.6 V6 Turbo híbrido                                                             |
| 2017 | Ferrari         | Ferrari 062 1.6 V6 Turbo híbrido                                                             |
| 2017 | Haas            | Ferrari 062 1.6 V6 Turbo híbrido                                                             |
| 2017 | Sauber          | Ferrari 061 1.6 V6 Turbo híbrido                                                             |
| 2018 | Ferrari         | Ferrari 062 EVO 1.6 V6 Turbo híbrido                                                         |
| 2018 | Haas            | Ferrari 062 EVO 1.6 V6 Turbo híbrido                                                         |
| 2018 | Sauber          | Ferrari 062 EVO 1.6 V6 Turbo híbrido                                                         |
| 2019 | Ferrari         | Ferrari 064 1.6 V6 Turbo híbrido                                                             |
| 2019 | Alfa Romeo      | Ferrari 064 1.6 V6 Turbo híbrido                                                             |
| 2019 | Haas            | Ferrari 064 1.6 V6 Turbo híbrido                                                             |
| 2020 | Ferrari         | Ferrari 065 1.6 V6 Turbo híbrido                                                             |
| 2020 | Alfa Romeo      | Ferrari 065 1.6 V6 Turbo híbrido                                                             |
| 2020 | Haas            | Ferrari 065 1.6 V6 Turbo híbrido                                                             |
| 2021 | Ferrari         | Ferrari 065/6 1.6 V6 Turbo híbrido                                                           |
| 2021 | Alfa Romeo      | Ferrari 065/6 1.6 V6 Turbo híbrido                                                           |
| 2021 | Haas            | Ferrari 065/6 1.6 V6 Turbo híbrido                                                           |
| 2022 | Ferrari         | Ferrari 066/7 1.6 V6 Turbo híbrido                                                           |
| 2022 | Alfa Romeo      | Ferrari 066/7 1.6 V6 Turbo híbrido                                                           |
| 2022 | Haas            | Ferrari 066/7 1.6 V6 Turbo híbrido                                                           |
| 2023 | Ferrari         | Ferrari 066/10 1.6 V6 Turbo híbrido                                                          |
| 2023 | Alfa Romeo      | Ferrari 066/10 1.6 V6 Turbo híbrido                                                          |
| 2023 | Haas            | Ferrari 066/10 1.6 V6 Turbo híbrido                                                          |
| 2024 | Ferrari         | Ferrari 066/12 1.6 V6 Turbo híbrido                                                          |
| 2024 | Kick Sauber     | Ferrari 066/12 1.6 V6 Turbo híbrido                                                          |
| 2024 | Haas            | Ferrari 066/12 1.6 V6 Turbo híbrido                                                          |

## Títulos

### Campeonato de Pilotos[2]
| Ano  | Piloto             |
| ---- | ------------------ |
| 1952 | Alberto Ascari     |
| 1953 | Alberto Ascari     |
| 1956 | Juan Manuel Fangio |
| 1958 | Mike Hawthorn      |
| 1961 | Phil Hill          |
| 1964 | John Surtees       |
| 1975 | Niki Lauda         |
| 1977 | Niki Lauda         |
| 1979 | Jody Scheckter     |
| 2000 | Michael Schumacher |
| 2001 | Michael Schumacher |
| 2002 | Michael Schumacher |
| 2003 | Michael Schumacher |
| 2004 | Michael Schumacher |
| 2007 | Kimi Räikkönen     |

### Campeonato de Construtores[2]
| Ano  | Equipe  |
| ---- | ------- |
| 1961 | Ferrari |
| 1964 | Ferrari |
| 1975 | Ferrari |
| 1976 | Ferrari |
| 1977 | Ferrari |
| 1979 | Ferrari |
| 1982 | Ferrari |
| 1983 | Ferrari |
| 1999 | Ferrari |
| 2000 | Ferrari |
| 2001 | Ferrari |
| 2002 | Ferrari |
| 2003 | Ferrari |
| 2004 | Ferrari |
| 2007 | Ferrari |
| 2008 | Ferrari |

## Campeonato como fornecedora

### Campeonato de Pilotos[3]
| Ano  | Pos | Piloto           |
| ---- | --- | ---------------- |
| 2001 | 8º  | Nick Heidfeld    |
| 2008 | 8º  | Sebastian Vettel |

### Campeonato de Construtores[3]
| Ano  | Pos | Construtor |
| ---- | --- | ---------- |
| 2001 | 4º  | Sauber1    |

## Números na Fórmula 1
- Vitórias: 230[4] (24,290%[5])
- Pole-Positions: 214[6] (22,480%[7])
- Voltas Mais Rápidas: 249[8]
- Triplos (Pole, Vitória e Volta Mais Rápida) 88[9] (não considerando os pilotos, apenas o motor)
- Pontos: 8.727,119[10]
- Pódios: 549[11]
- Grandes Prêmios: 951[12] (Todos os Carros: 3033[13])
- Grandes Prêmios com Pontos: 773[14]
- Largadas na Primeira Fila: 356[15]
- Posição Média no Grid: 9,179[16]
- Km na Liderança: 74.309,564 Km[17]
- Primeira Vitória: 9 Corrida[18]
- Primeira Pole Position: 9 GP[19]
- Não Qualificações: 15[20]
- Desqualificações: 10[21]
- Porcentagem de Motores Quebrados: 28,570%[22]